# Fernando Callejas
Fernando Callejas Barona (Ambato, diciembre de 1948) es un político ecuatoriano que ocupó la alcaldía de Ambato entre 2000 y 2014.

## Biografía
Nació en diciembre de 1948 en Ambato, provincia de Tungurahua. Realizó sus estudios superiores en la Universidad Central del Ecuador, donde obtuvo en 1976 el título de arquitecto.
Fue elegido alcalde de Ambato en las elecciones seccionales de 2000 por la alianza entre la Izquierda Democrática, la Democracia Popular y el Partido Socialista - Frente Amplio. Fue reelegido al cargo en las elecciones de 2004 y de 2009, esta última por la alianza entre el movimiento oficialista Alianza PAIS y la Izquierda Democrática.
Entre las obras más destacadas de su administración se cuentan la recuperación de varios mercados emblemáticos de la ciudad, la construcción del puente Juan León Mera, un nuevo cementerio municipal, edificación y remodelación de parques y mantenimiento integral del sistema vial del cantón.
En abril de 2013 anunció que no se presentaría como candidato a la reelección en las elecciones seccionales del año siguiente y que se dedicaría a la vida familiar.
Años después participó en las elecciones legislativas de 2017 y ganó una curul en representación de la provincia de Tungurahua por la alianza entre los movimientos Creando Oportunidades y Sociedad Unida Más Acción.